# Wootton Fitzpaine
Pour les articles homonymes, voir Wootton.
Wootton Fitzpaine est une paroisse civile et un village du Dorset, en Angleterre.